# Ellernklipp

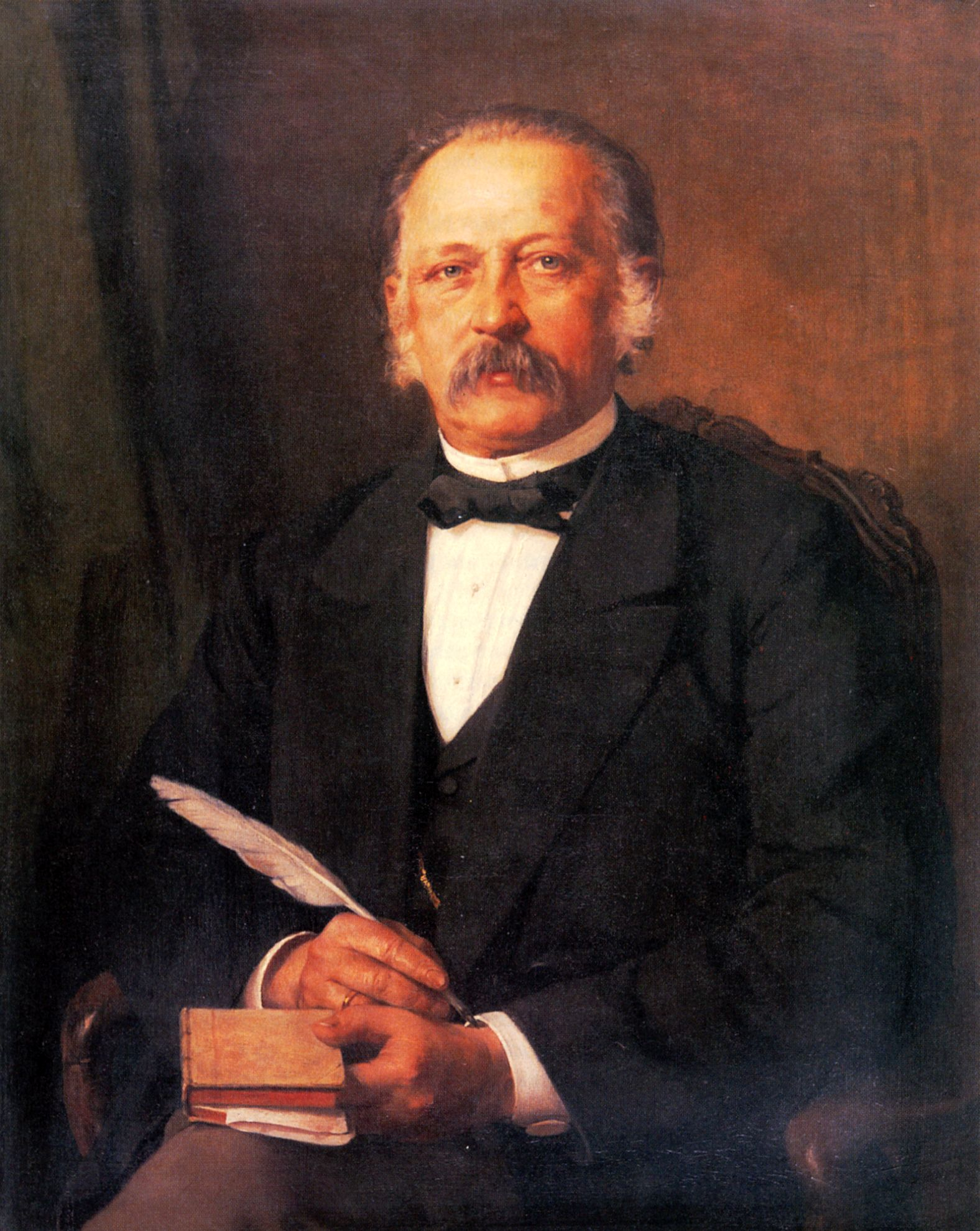
Theodor Fontane (1883)

Ellernklipp (vollständiger Titel: Ellernklipp – Nach einem alten Harzer Kirchenbuch) ist eine Novelle von Theodor Fontane (1819–1898), die 1881 erstmals veröffentlicht wurde. 

## Form
Die Novelle ist in 18 Kapitel mit Überschriften unterteilt, von denen die ersten acht mit dem Wort „Hilde“ beginnen. Das Buch hat je nach Ausgabe rund 100 bis fast 200 Seiten.

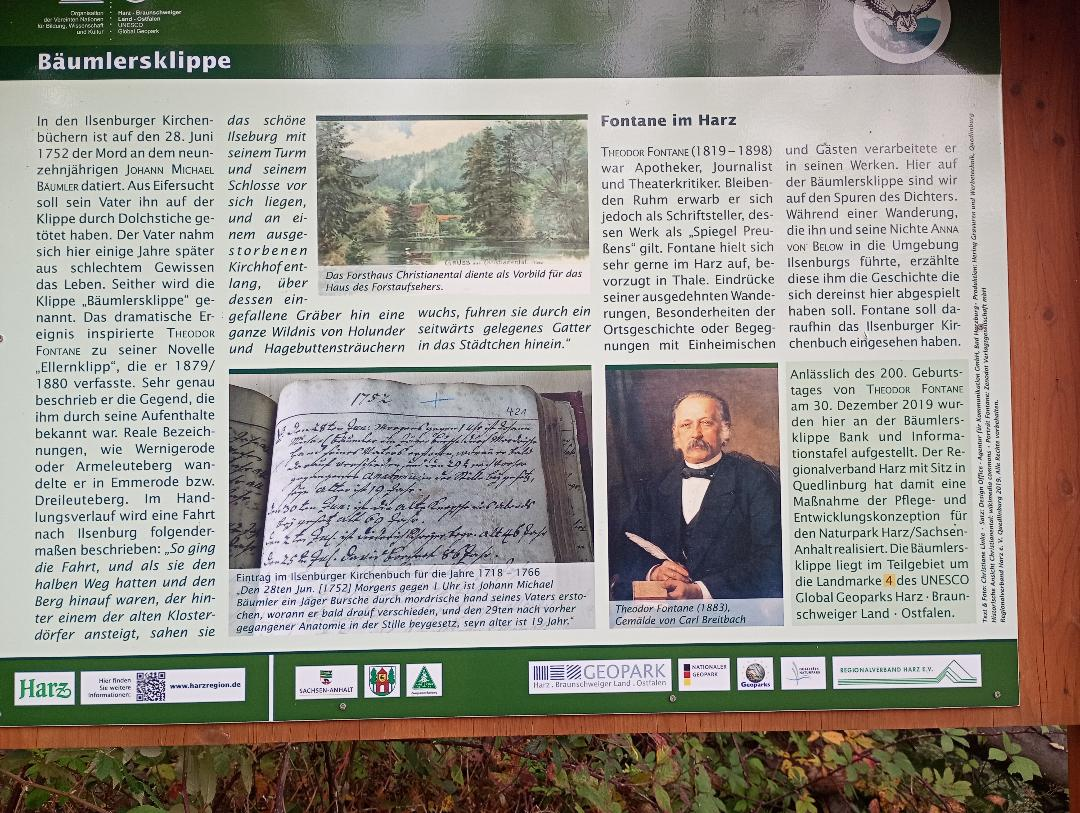
Informationstafel zu Fontanes „Ellernklipp“ an der Bäumlersklippe

## Inhalt
Die Novelle spielt von 1767 bis 1781, kurz nach dem Siebenjährigen Krieg am Nordrand des Harzes. Der Forstaufseher und „Heidereiter“ Baltzer Bocholt lebt mit seinem Sohn Martin und der Pflegetochter Hilde Rochussen, der unehelichen Tochter des ortsansässigen Grafen, im Dorf Emmerode. Bocholt kann recht schnell handeln, was sich zeigt, als er einen Wilderer kurzerhand erschießt. Sowohl Vater als auch Sohn sind an Hilde interessiert, die auf eine eigentümliche Art anziehend ist. Als Bocholt erkennt, dass sich Martin und Hilde lieben, kommt es aus Eifersucht am Ellernklipp, Erlen-bewachsenen Klippen, zum Kampf, und Bocholt stößt seinen Sohn in die Tiefe. Er kehrt nach Hause zurück und verschweigt seine Tat. Drei Jahre später heiratet er Hilde. Sie bekommen ein Kind, das jedoch krank ist. Weil der Arzt dem Kind nicht mehr helfen kann und weil aus den Tiefen am Ellernklipp den Erzählungen der Leute nach eine Stimme „Vater“ ruft, erschießt sich Bocholt dort. Das Kind stirbt am selben Tag. Hilde verliert ihre Schwermut und wird von der Gräfin aufgenommen, stirbt aber wenige Monate später ebenfalls. Ihr Grabstein trägt keinen Namen, sondern den Spruch „Ewig und unwandelbar ist das Gesetz“.

## Hintergrund

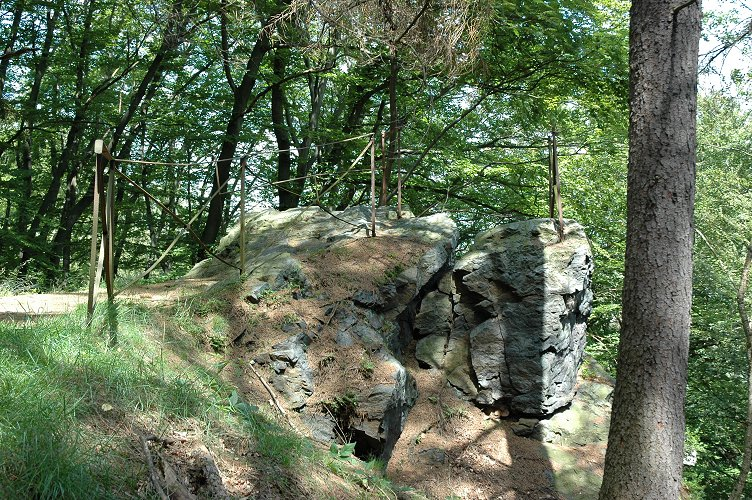
Bäumlersklippe bei Ilsenburg

Die Novelle wurde 1879/1880 verfasst. Ellernklipp ist ein Werk vom Beginn von Fontanes Altersperiode, in der er seine bekanntesten Werke schuf. Zugleich ist es sein letztes Werk, das in der Vergangenheit spielt. Fontane hatte in Ilsenburger Kirchenbüchern von dem Verbrechen gelesen, das an der dortigen Bäumlersklippe stattgefunden hatte. In der Novelle tritt die Beschreibung historischer Begebenheiten aber in den Hintergrund; stattdessen werden mythische und psychologische Aspekte behandelt, etwa das Vater-Sohn-Motiv und die Verlockungen durch eine Frau. Ellernklipp gehört mit Grete Minde (1880), Unterm Birnbaum (1885) und Quitt (1890) zu den „Kriminalgeschichten“ Fontanes, weil dort Verbrechen behandelt werden.

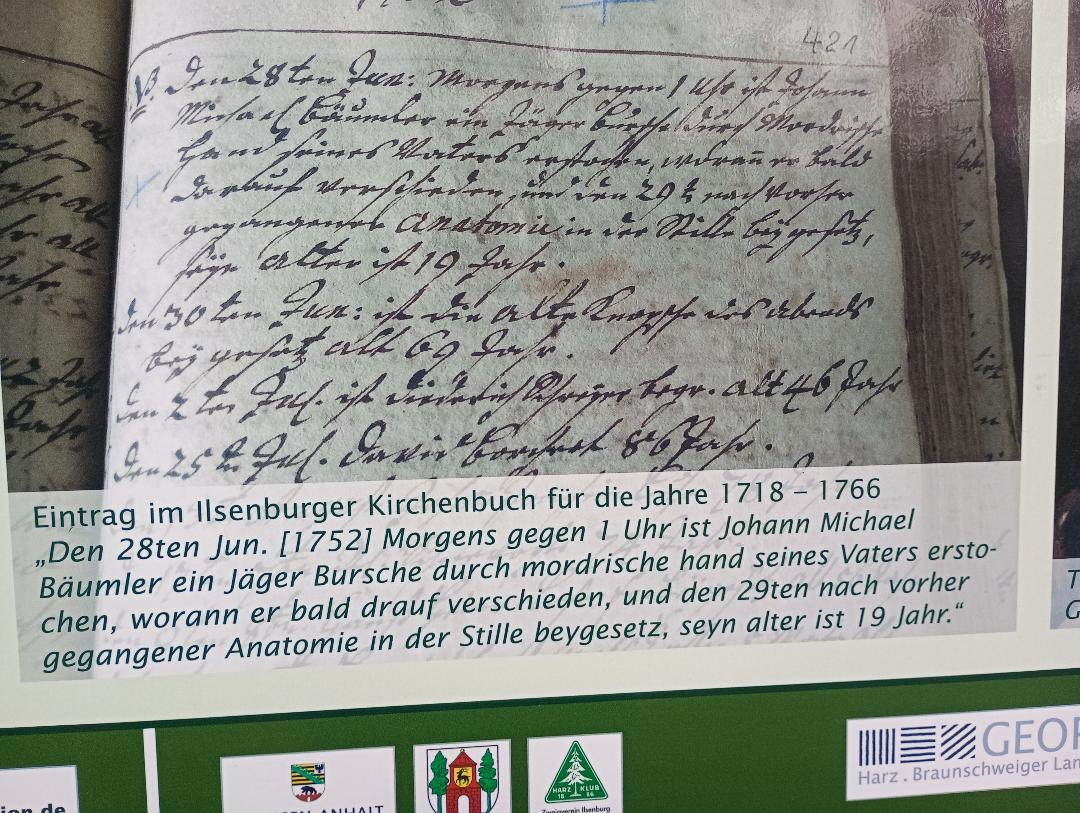
Eintrag des Mordes im Ilsenburger Kirchenbuch

Als Motto dient die Überschrift des letzten Kapitels und Beschriftung von Hildes Grabstein, „Ewig und unwandelbar ist das Gesetz“. Wenn ein Verbrechen geschieht und die Rechtsprechung versagt, wird es doch gesühnt. Dieses Prinzip liegt allen vier Kriminalgeschichten zugrunde.
Die Sprache der einfachen Leute in der Novelle ist Niederdeutsch, aber nicht in der ostfälischen Ausprägung, wie sie damals im Harz gesprochen wurde.
Ellernklipp ist neben Quitt das einzige erzählerische Werk aus Fontanes zweiter Lebenshälfte, das nicht verfilmt wurde.

## Rezeption
„‚Ellernklipp‘ gehört zweifellos nicht zu den Hauptwerken Fontanes, ist mehr oder weniger ein Nebenprodukt. Aber dennoch geht von der Erzählung ein geheimer Reiz aus, der ebenso in der knappen psychologischen Figurenschilderung, in der eigenartigen Verbindung von mythischen und psychologischen Elementen, vor allem in der ‚Magie‘ dieser jungen Frau, wie im landschaftlichen Ambiente des Harzes und natürlich in dem zugrunde liegenden Kriminalfall zum Ausdruck kommt.“

„Bei aller Verschiedenheit im Stofflichen zeigen Fontanes Kriminalgeschichten auffallende strukturelle Gemeinsamkeiten, einen rationellen Bauplan. Man hat ‚analoge Situationen und Charaktere‘ beobachtet, ‚als ob ein vierfaches Mosaik aus den gleichen Glassplittern entstünde‘. Dennoch sind der Grad des Gelingens und des Interesses, das diese Erzählungen heute noch auf sich zu lenken vermögen, sehr ungleich. Gänzlich gleichgültig geworden scheint Ellernklipp.“

## Ausgaben
- Ellernklipp. Mai und Juni 1881; jeweils neun Kapitel in Westermanns Monatsheften[4] (Heft 32, S. 145–180 und Heft 33, S. 273–304).
- Ellernklipp. 1881, erste Buchausgabe bei Wilhelm Hertz, Berlin,[5] 177 Seiten.
- Zahlreiche weitere Einzelausgaben und Teile von Gesamtausgaben[5]